# 게저 2세

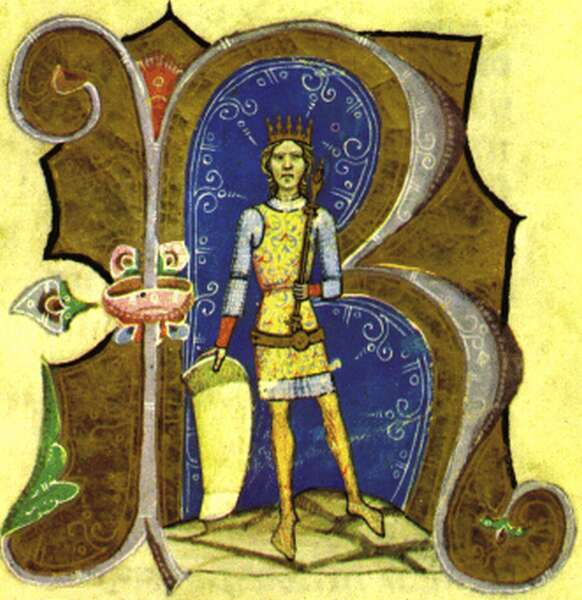
14세기에 출간된 《삽화 연대기》에 묘사된 게저 2세

게저 2세(헝가리어: II. Géza, 슬로바키아어: Gejza II. 게이자 2세, 크로아티아어: Gejza II. 게이자 2세, 1130년 ~ 1162년)는 헝가리와 크로아티아의 국왕(재위: 1141년 ~ 1162년)이다. 아르파드 왕조 출신이다.

## 생애
벨러 2세의 아들로 태어났다. 즉위 당시에는 그의 나이가 11세였기 때문에 그의 어머니였던 세르비아의 옐레나(Jelena, 헝가리어로는 일로너(Ilona)), 옐레나의 오빠였던 벨로시(Beloš)가 섭정을 맡았다.
1145년 칼만 국왕의 두 번째 아내였던 키예프 대공국의 옙피미야의 아들인 보리스(Borisz)는 자신이 칼만의 왕위 계승권자라고 주장했다. 보리스는 신성 로마 제국의 콘라트 3세 황제의 도움을 받기 위해 보헤미아의 블라디슬라프 2세 공작과 함께 바이에른에 입성했다.
보리스는 자신이 고용한 바이에른, 오스트리아 출신 용병들과 함께 헝가리를 침공했고 포조니(Pozsony, 현재의 슬로바키아 브라티슬라바) 요새를 기습적으로 점령했다. 게저 2세는 포조니 요새를 포위하면서 반격에 나섰고 1146년 9월 11일에는 피샤 강(Fischa)에서 일어난 전투에서 바이에른-오스트리아 연합군을 물리쳤다.
1148년부터 1155년까지는 비잔티움 제국의 황제였던 마누엘 1세 콤네노스를 상대로 전쟁을 치르기도 했다. 그의 왕위는 이슈트반 3세가 승계받았다.